# Liste des codes postaux canadiens débutant par T
| Flag of Canada | Codes postaux canadiens |    |    |    |    |    |    |    |    |    |    |    |    |    |    |       |    |
| \| NL \| NS \| PE \| NB \| QC \| QC \| QC \| ON \| ON \| ON \| ON \| ON \| MB \| SK \| AB \| BC \| NU/NT \| YT \| \| A \| B \| C \| E \| G \| H \| J \| K \| L \| M \| N \| P \| R \| S \| T \| V \| X \| Y \| |                         |    |    |    |    |    |    |    |    |    |    |    |    |    |    |       |    |
| NL | NS                      | PE | NB | QC | QC | QC | ON | ON | ON | ON | ON | MB | SK | AB | BC | NU/NT | YT |
| A | B                       | C  | E  | G  | H  | J  | K  | L  | M  | N  | P  | R  | S  | T  | V  | X     | Y  |

## Alberta- 151RTA
| T0A Est de l'Alberta (St. Paul)                      | T1A Medicine Hat Centre                          | T2A Calgary (Penbrooke Meadows / Marlborough)                                                 | T3A Calgary (Dalhousie / Edgemont / Hamptons / Hidden Valley)                                               | T4A Airdrie Est          | T5A Edmonton (Ouest de Clareview / Est de Londonderry)                                           | T6A Edmonton (Nordde Capilano)                                                        | T7A Drayton Valley     | T8A Sherwood Park Ouest               | T9A Wetaskiwin                     |
| T0B Région de Wainwright (Tofield)                   | T1B Medicine Hat Sud                             | T2B Calgary (Forest Lawn / Dover / Erin Woods)                                                | T3B Calgary (Montgomery / Bowness / Silver Springs / Greenwood)                                             | T4B Airdrie Ouest        | T5B Edmonton (Est de North Central / Ouest de Beverly)                                           | T6B Edmonton (SE Capilano / Ouest du District Industriel Sud-est/ Est de Bonnie Doon) | T7B Non assigné        | T8B Sherwood Park Extérieur Sud-ouest | T9B Non assigné                    |
| T0C Centre de l'Alberta (Stettler)                   | T1C Medicine Hat Nord                            | T2C Calgary (Lynnwood Ridge / Ogden / Foothills Industrial Park / Great Plains)               | T3C Calgary (Rosscarrock / Wildwood / Shaganappi / Sunalta)                                                 | T4C Cochrane             | T5C Edmonton (Centre de Londonderry)                                                             | T6C Edmonton (Centre de Bonnie Doon)                                                  | T7C Non assigné        | T8C Sherwood Park Intérieur Sud-ouest | T9C Vegreville                     |
| T0E Ouest de l'Alberta (Jasper)                      | T1E Non assigné                                  | T2E Calgary (Bridgeland / Greenview / Zoo / YYC)                                              | T3E Calgary (Lakeview / Glendale / Killarney / Glamorgan)                                                   | T4E Comté de Red Deer    | T5E Edmonton (Ouest de Londonderry / Est de Calder)                                              | T6E Edmonton (Sud de Bonnie Doon / Est de Université)                                 | T7E Edson              | T8E Sherwood Park Centre              | T9E Leduc (Inclus YEG)             |
| T0G Centre-nord de l'Alberta (Slave Lake)            | T1G Taber                                        | T2G Calgary (Inglewood / Burnsland / Chinatown / Est de Victoria Park / Pengrowth Saddledome) | T3G Calgary (Hawkwood / Arbour Lake / Citadel / Ranchlands / Royal Oak / Rocky Ridge)                       | T4G Innisfail            | T5G Edmonton (Centre-nord / Queen Mary Park / Edmonton City Centre Airport                       | T6G Edmonton (Ouest de l'Université / Strathcona Place)                               | T7G Non assigné        | T8G Sherwood Park / Ardrossan Est     | T9G Devon                          |
| T0H Nord-ouest de l'Alberta (High Level)             | T1H Lethbridge Nord                              | T2H Calgary (Highfield / Burns Industrial Park)                                               | T3H Calgary (Discovery Ridge / Signal Hill / Aspen Woods / Patterson / Cougar Ridge)                        | T4H Olds                 | T5H Edmonton (Nord et Est de Downtown Fringe)                                                    | T6H Edmonton (Southgate / Nord de Riverbend)                                          | T7H Non assigné        | T8H Sherwood Park Northwest           | T9H Fort McMurray Extérieur Centre |
| T0J Sud-est de l'Alberta (Drumheller)                | T1J Lethbridge Ouest et Centre                   | T2J Calgary (Queensland Downs / Lake Bonavista / Willow Park / Acadia)                        | T3J Calgary (Martindale / Taradale / Falconridge / Saddle Ridge)                                            | T4J Ponoka               | T5J Edmonton (Nord du Centre-ville)                                                              | T6J Edmonton (Kaskitayo)                                                              | T7J Non assigné        | T8J Non assigné                       | T9J Fort McMurray Intérieur Centre |
| T0K Région de la frontière internationale (Cardston) | T1K Lethbridge Ouest et Sud                      | T2K Calgary (Thorncliffe / Tuxedo)                                                            | T3K Calgary (Sandstone MacEwan / Beddington / Harvest Hills / Coventry Hills / Panorama Hills / Beddington) | T4K Non assigné          | T5K Edmonton (Sud du Centre-ville / Sud de Downtown Fringe) Gouvernement provincial de l'Alberta | T6K Edmonton (Ouest de Mill Woods)                                                    | T7K Non assigné        | T8K Non assigné                       | T9K Fort McMurray Nord-ouest       |
| T0L Kananaskis Country (Claresholm)                  | T1L Banff                                        | T2L Calgary (Brentwood / Collingwood / Nose Hill)                                             | T3L Calgary (Tuscany / Scenic Acres)                                                                        | T4L Lacombe              | T5L Edmonton (Nord de Westmount / Ouest de Calder / Est de Mistatim)                             | T6L Edmonton (Est de Mill Woods)                                                      | T7L Non assigné        | T8L Fort Saskatchewan                 | T9L Non assigné                    |
| T0M Pied des Montagnes Rocheuses (Sundre)            | T1M Coaldale                                     | T2M Calgary (Mount Pleasant / Capitol Hill / Banff Trail)                                     | T3M Calgary (Cranston)                                                                                      | T4M Non assigné          | T5M Edmonton (Sud de Westmount / Groat Estate / Est du District industriel Nord-ouest)           | T6M Edmonton Sud-ouest                                                                | T7M Non assigné        | T8M Non assigné                       | T9M Cold Lake                      |
| T0N Non assigné                                      | T1N Non assigné                                  | T2N Calgary (Kensington / Westmont / Parkdale / Université)                                   | T3N Calgary Nord-est                                                                                        | T4N Red Deer Centre      | T5N Edmonton (Glenora / SO Downtown Fringe)                                                      | T6N Edmonton (District industriel Sud)                                                | T7N Barrhead           | T8N St. Albert                        | T9N Bonnyville                     |
| T0P Nortd-est de l'Alberta (Fort Chipewyan)          | T1P Strathmore                                   | T2P Calgary (Centre / Calgary Tower)                                                          | T3P Calgary (Symons Valley)                                                                                 | T4P Red Deer Nord        | T5P Edmonton (Nord de Jasper Place)                                                              | T6P Edmonton (Est du District industriel Sud-est / Sud de Clover Bar)                 | T7P Westlock           | T8P Non assigné                       | T9P Non assigné                    |
| T0R Non assigné                                      | T1R Brooks                                       | T2R Calgary (Connaught / Ouest de Victoria Park)                                              | T3R Calgary Nord-ouest                                                                                      | T4R Red Deer South       | T5R Edmonton (Centre de Jasper Place / Buena Vista)                                              | T6R Edmonton (Riverbend)                                                              | T7R Non assigné        | T8R Morinville                        | T9R Non assigné                    |
| T0S Non assigné                                      | T1S Okotoks                                      | T2S Calgary (Elbow Park / Britannia / Parkhill / Mission)                                     | T3S Calgary Sud-est                                                                                         | T4S Sylvan Lake          | T5S Edmonton (Ouest du District industriel Nord-ouest / Winterburn)                              | T6S Edmonton (Nord de Clover Bar)                                                     | T7S Whitecourt         | T8S Peace River                       | T9S Athabasca                      |
| T0T Non assigné                                      | T1T Non assigné                                  | T2T Calgary Sud (Altadore / Bankview / Richmond)                                              | T3T Non assigné                                                                                             | T4T Rocky Mountain House | T5T Edmonton (Ouest de Jasper Place / Ouest de Edmonton Mall)                                    | T6T Edmonton (Meadows)                                                                | T7T Non assigné        | T8T Non assigné                       | T9T Non assigné                    |
| T0V Nord-est (Fitzgerald)                            | T1V High River                                   | T2V Calgary (Oak Ridge / Haysboro / Kingsland / Windsor Park)                                 | T3V Non assigné                                                                                             | T4V Camrose              | T5V Edmonton (Centre de Mistatim)                                                                | T6V Edmonton (Ouest de Castledowns)                                                   | T7V Hinton             | T8V Grande Prairie Centre             | T9V Lloydminster                   |
| T0W Non assigné                                      | T1W Canmore                                      | T2W Calgary (Braeside / Cedarbrae / Woodbine)                                                 | T3W Non assigné                                                                                             | T4W Non assigné          | T5W Edmonton (Centre de Beverly)                                                                 | T6W Edmonton (Heritage Valley)                                                        | T7W Non assigné        | T8W Grande Prairie Sud                | T9W Wainwright                     |
| T0X Non assigné                                      | T1X Chestermere                                  | T2X Calgary (Midnapore / Sundance)                                                            | T3X Non assigné                                                                                             | T4X Beaumont             | T5X Edmonton (Est de Castledowns)                                                                | T6X Edmonton (Ellerslie)                                                              | T7X Spruce Grove Nord  | T8X Grande Prairie Est                | T9X Vermilion                      |
| T0Y Non assigné                                      | T1Y Calgary (Rundle / Whitehorn / Monterey Park) | T2Y Calgary (Millrise / Somerset / Bridlewood / Evergreen)                                    | T3Y Non assigné                                                                                             | T4Y Non assigné          | T5Y Edmonton (Landbank / Oliver / Est de Lake District)                                          | T6Y Non assigné                                                                       | T7Y Spruce Grove South | T8Y Non assigné                       | T9Y Non assigné                    |
| T0Z Non assigné                                      | T1Z Non assigné                                  | T2Z Calgary (Douglas Glen / McKenzie Lake / Copperfield / East Shepard)                       | T3Z Redwood Meadows                                                                                         | T4Z Non assigné          | T5Z Edmonton (Ouest de Lake District)                                                            | T6Z Non assigné                                                                       | T7Z Stony Plain        | T8Z Non assigné                       | T9Z Non assigné                    |

## Sources
- Géographie - Trouver de l’information par région ou aire géographique, sur Statistique Canada.
- Google Maps (ici un exemple de recherche avec la région de tri d'acheminement T1A)